# Eurocontrol
Eurocontrol er den europæiske Organisation for Luftfartens Sikkerhed. Organisationen rummer både civile og militære organisationer, og har pr. januar 2010 38 medlemsstater. Organisationen har som sin mission, at harmonisere og integrere lufttrafiktjenester i Europa, med det sigte at opnå ensartet lufttrafikledelse (Air Traffic Management – ATM) for såvel civile som militære luftrumsbrugere, med henblik på at skabe en sikker, velordnet, effektiv og økonomisk lufttrafikafvikling over hele Europa og samtidig reducere ugunstig påvirkning af miljøet.
"Eurocontrol's mission is to harmonise and integrate air navigation services in Europe, aiming at the creation of a uniform air traffic management (ATM) system for civil and military users, in order to achieve the safe, secure, orderly, expeditious and economic flow of traffic throughout Europe, while minimising adverse environmental impact."
Opfyldelsen af dette mål er et væsentligt element i de nuværende og kommende udfordringer, som luftfartsindustrien står overfor i forbindelse med stigende trafikmængde, som stadig skal afvikles sikkert, omkostningseffektivt og med respekt for miljøet.
Eurocontrol udvikler, koordinerer og planlægger gennemførelsen af strategisk Paneuropæisk lufttra-fikudøvelse på kort, mellem og lang sigt og udvikler planer for disse i samarbejde med nationale lovgivere, lufttrafiktjenesteudbydere, lufthavne, industrien, diverse organisationer og relevante europæiske institutioner.
Eurocontrols hovedopgaver spænder fra gate-to-gate lufttrafiktjenesteudøvelse, via strategisk og taktisk flow management og uddannelsesaktivitet til udvikling af teknologier, procedurer og opkrævning af gebyrer for lufttrafiktjenesteudbyderne.